# Grootvlei
Grootvlei is een dorp in de gemeente Dipaleseng in het district Gert Sibande in de Zuid-Afrikaanse provincie Mpumalanga. Het ligt zestien kilometer ten zuidwesten van Balfour. De aanblik van het dorp wordt bepaald door het Grootvlei Power Station, een elektriciteitscentrale in het noordwesten van het dorp, waar 120 mensen werkzaam zijn.